# 中田愛乃
中田 愛乃（なかだ よしの、3月26日 - ）は、日本の女性声優。神奈川県出身。

## 略歴
勝田声優学院、The・声優塾卒業生。
2008年、Doaプロダクションに所属。同事務所退所後はぷろだくしょんバオバブに所属していた。

## 人物
資格は日本漢字能力検定2級。特技は暗記、百人一首、ウインク、イラスト。趣味はイラスト、ギター、縄とび、舞台鑑賞、読書、音楽・ライブ鑑賞、漫画を読むこと。

## 出演

### テレビアニメ
- メタルファイト ベイブレード ZEROG（2012年、少年B）

### OVA
- こえでおしごと!（2010年、青柳桃子）

### ゲーム
- ファイナルファンタジー・クリスタルクロニクル クリスタルベアラー（2009年）

### ドラマCD
- 46番目の密室（高橋風子）
- 神さまのいない日曜日（村人）
- 停電少女と羽蟲のオーケストラ 未ダ見ヌ母ヘ（花鶏の子供）

### ナレーション
- フランスベッドメディカルサービス（webナレーション）

### ボイスオーバー
- テレビ朝日「飛び出せ！ワールドモニター」
- テレビ朝日「トリハダ（秘）スクープ映像100科ジテン」

### 舞台
- うちのだりあの咲いた日に（森田由紀 ）
- お気に入りの楽園（高根沢春）
- ミュージカル マイ・フェア・レディ

### イベント・MC
- イッツコムエキサイトマッチ 川崎フロンターレ vs 横浜F・マリノス
- 京セラ 納涼大会
- 劇場版 銀魂 新訳紅桜篇 大江戸銀魂ランド